# Vienna (Maryland)
Vienna è un comune degli Stati Uniti d'America, situato nello stato del Maryland, nella contea di Dorchester.

## Storia
Prima della colonizzazione europea, dove ora sorge Vienna esisteva un insediamento di nativi americani Nanticoke denominato Chicacone.
I Nanticoke facevano parte degli Algonchini, una popolosa comunità che comprendeva varie tribù di nativi.
Nel 1608, al momento delle prime esplorazioni da parte dell'ammiraglio inglese John Smith, l'insediamento di Chicacone era il maggiore di
tutta la baia di Chesapeake. 
Le continue violazioni della riserva indiana da parte dei colonizzatori inglesi costrinsero la popolazione Nanticoke ad abbandonare definitivamente Chicacone nel 1742 dirigendosi a nord verso la Pennsylvania, New York e Canada.
I pochi nativi rimasti si assimilarono con le nuove comunità di immigrati bianchi o neri nelle contee di Dorchester e Wicomico. 
Fondata nel 1706, la città di Vienna ha prosperato grazie alla coltivazione e commercio di tabacco e per la cantieristica navale.
Nel 2015 nei fondali del fiume Nanticoke è stato rinvenuto il relitto di una nave d'epoca costruita probabilmente nel cantiere navale annesso a qualche grande piantagione di tabacco del Maryland.  
Si suppone che la nave sia stata data alle fiamme dagli inglesi attorno al 1780 in qualche occasione delle loro ripetute incursioni nella città di Vienna durante la guerra di indipendenza americana, che portò alla costruzione di un muraglione difensivo
lungo la riva del fiume Nanticoke, in parte tuttora esistente.